# In Walked Bud
In Walked Bud est un standard de jazz daté de 1947 composé par Thelonious Monk. La composition est basée sur les progressions harmoniques d'un standard précédent de Irving Berlin, Blue Skies daté de 1927. Le morceau est un hommage au pianiste et ami de Thelonious, Bud Powell.
Monk a réalisé de nombreux enregistrements du morceau durant sa carrière. Le premier enregistrement remonte à une session de 1947 intitulée Genius of Modern Music. Le dernier enregistrement date de 1968 dans l'album Underground avec des paroles et le chant de Jon Hendricks. De nombreux jazzmen ont aussi enregistré ce titre, ce qui l'a hissé au rang de standard,.